# Neaethus curvaminis
Neaethus curvaminis är en insektsart som beskrevs av Doering 1939. Neaethus curvaminis ingår i släktet Neaethus och familjen sköldstritar. Inga underarter finns listade i Catalogue of Life.